# Draba australis
Draba australis là một loài thực vật có hoa trong họ Cải. Loài này được R.Br. ex Hook.f. mô tả khoa học đầu tiên năm 1845.